# 美邑弘海
美邑 弘海（みむら ひろみ、1986年6月24日 - ）は、日本の元女子プロレスラー、元舞台女優。本名・三村 弘美（読み同じ）。埼玉県出身。スターダム所属。従姉妹にモデルの鈴木あや。

## 所属
- スターダム（2015年 - 2018年引退）

## 来歴
プロレス入り前は舞台女優として「演劇集団 チームトリプルY」などに所属していた。
2014年
- スターダムに6期生として入門[4]。
- 11月5日、渡辺桃とともにプロテストを受験、合格はしたものの左鎖骨を骨折してしまう[3][5]。

2015年
- 3月29日の後楽園ホールでデビュー戦が発表されたが、「再手術が必要な状態」と診断されたため延期[5]。
- 10月11日、後楽園大会でクリス・ウルフ相手にデビュー。入場時にダンスを披露し、試合ではドロップキック、ラ・マヒストラルなどを繰り出したが、ダイビングダブルニーに屈した[1]。
- 11月8日、新木場1stRING大会で行われたGODDESSES OF STARDOM 2015に同日デビューしたスターライト・キッドと組み、1回戦で渡辺桃&ダトゥーラ組と対戦するが、渡辺の蒼魔刀→エビ固めに屈する[6]。
- 12月6日、新木場大会で行われた「ルーキー・オブ・スターダム」1回戦で安納サオリから初勝利を挙げたが、決勝でジャングル叫女に敗れる[7]。

2018年
- 3月28日の後楽園ホール大会にて引退[8]。デビュー以前からプロレスは体が動く30歳までと決めており、デビューが遅くなり活動期間が短くなってしまったが、「最高のプロレス人生だった」と振り返った。

2019年
- 10月18日、第一子男の子出産を公表。

2021年
- 3月3日に行われた「スターダム10周年記念～ALLSTAR DREAM CINDERELLA～」日本武道館大会でオールスター・ランブルに出場[9]。

## 得意技
ラ・マヒストラル
エンドレスワルツ
ボディアタック

## 入場テーマ曲
- Rhythmic Emotion